# دندان‌دهان‌ها
دندان‌دهان‌ها (نام علمی: Odontostomias) نام یک سرده از تیره اژدهاماهیان است.